# Lotta libera ai Giochi della XV Olimpiade - Pesi leggeri
La competizione della categoria pesi leggeri (fino a 67 kg) di lotta libera dei Giochi della XV Olimpiade si è svolta dal 20 al 23 luglio 1952 al Töölö Sports Hall di Helsinki.

## Formato
Ad ogni incontro venivano assegnate le seguenti penalità:
- 0 = Al vincitore per schienata
- 1 = Al vincitore per decisione (verdetto di tre giudici)
- 3 = Allo sconfitto

Con cinque penalità o più il lottatore veniva eliminato.
I tre lottatori rimasti disputavano un torneo finale con i risultati acquisiti nel precedenti turni.

## Risultati
| Legenda                                  | Legenda |
| ---------------------------------------- | ------- |
| Lottatore con 5 penalità o più Eliminato |         |

### 1º Turno
Si è disputato il 20 luglio.
| Vincitore         | Pen. | Risultato | Sconfitto         | Pen. |
| ----------------- | ---- | --------- | ----------------- | ---- |
| Tevfik Yüce       | 1    | 3:0       | Ray Myland        | 3    |
| Tofigh Jahanbakht | 1    | 3:0       | József Gál        | 3    |
| Heini Nettesheim  | 0    | Schienata | O Tae-Geun        | 3    |
| Osvaldo Blasi     | 0    | Schienata | Arístides Pérez   | 3    |
| Dick Garrard      | 1    | 3:0       | Jack Vard         | 3    |
| Jay Thomas Evans  | 1    | 3:0       | Mohamed Badr      | 3    |
| Takeo Shimotori   | 1    | 3:0       | Bjørn Larsson     | 3    |
| Jan Cools         | 1    | 3:0       | Mario Tovar       | 3    |
| Garibaldo Nizzola | 1    | 3:0       | Erik Østrand      | 3    |
| Olle Anderberg    | 0    | Schienata | Armenak Yaltyryan | 3    |
| Risto Talosela    | 0    | Schienata | Paul Besson       | 3    |
| Blondie Pienaar   | 0    | Esentato  |                   |      |

### 2º Turno
Si è disputato il 21 luglio.
| Vincitore         | Pen. | Risultato | Sconfitto         | Pen. |
| ----------------- | ---- | --------- | ----------------- | ---- |
| Tevfik Yüce       | 2    | 3:0       | Blondie Pienaar   | 3    |
| Tofigh Jahanbakht | 1    | Schienata | Ray Myland        | 6    |
| József Gál        | 4    | 3:0       | O Tae-Geun        | 6    |
| Heini Nettesheim  | 0    | Schienata | Arístides Pérez   | 6    |
| Dick Garrard      | 2    | 3:0       | Osvaldo Blasi     | 3    |
| Jay Thomas Evans  | 1    | Schienata | Jack Vard         | 6    |
| Takeo Shimotori   | 2    | 3:0       | Mohamed Badr      | 6    |
| Jan Cools         | 1    | 3:0       | Bjørn Larsson     | 6    |
| Erik Østrand      | 4    | 3:0       | Mario Tovar       | 6    |
| Olle Anderberg    | 1    | 3:0       | Garibaldo Nizzola | 4    |
| Armenak Yaltyryan | 3    | Schienata | Risto Talosela    | 3    |
| Paul Besson       | 3    | Esentato  |                   |      |

### 3º Turno
Si è disputato il 22 luglio.
| Vincitore         | Pen. | Risultato | Sconfitto         | Pen. |
| ----------------- | ---- | --------- | ----------------- | ---- |
| Blondie Pienaar   | 4    | 3:0       | Paul Besson       | 6    |
| Tofigh Jahanbakht | 2    | 2:1       | Tevfik Yüce       | 5    |
| József Gál        | 5    | 2:1       | Heini Nettesheim  | 3    |
| Jay Thomas Evans  | 2    | 3:0       | Osvaldo Blasi     | 6    |
| Takeo Shimotori   | 3    | 3:0       | Dick Garrard      | 5    |
| Olle Anderberg    | 1    | Schienata | Jan Cools         | 4    |
| Armenak Yaltyryan | 4    | 3:0       | Erik Østrand      | 7    |
| Risto Talosela    | 3    | Esentato  |                   |      |
|                   |      | Ritirato  | Garibaldo Nizzola | -    |

### 4º Turno
Si è disputato il 22 luglio.
| Vincitore         | Pen. | Risultato | Sconfitto        | Pen. |
| ----------------- | ---- | --------- | ---------------- | ---- |
| Risto Talosela    | 4    | 3:0       | Blondie Pienaar  | 6    |
| Tofigh Jahanbakht | 3    | 2-1       | Heini Nettesheim | 6    |
| Jay Thomas Evans  | 2    | Schienata | Jan Cools        | 7    |
| Olle Anderberg    | 1    | Schienata | Takeo Shimotori  | 6    |
| Armenak Yaltyryan | 4    | Esentato  |                  |      |

### 5º Turno
Si è disputato il 23 luglio.
| Vincitore         | Pen. | Risultato | Sconfitto         | Pen. |
| ----------------- | ---- | --------- | ----------------- | ---- |
| Tofigh Jahanbakht | 4    | 3:0       | Armenak Yaltyryan | 7    |
| Jay Thomas Evans  | 2    | Schienata | Risto Talosela    | 7    |
| Olle Anderberg    | 1    | Esentato  |                   |      |

### Turno finale
Si è disputato il 23 luglio.
| Vincitore        | Pen. | Risultato | Sconfitto         | Pen. |
| ---------------- | ---- | --------- | ----------------- | ---- |
| Olle Anderberg   |      | 3:0       | Tofigh Jahanbakht |      |
| Olle Anderberg   |      | 2:1       | Jay Thomas Evans  |      |
| Jay Thomas Evans |      | 3:0       | Tofigh Jahanbakht |      |

## Classifica finale
| Pos.    | Atleta            | Nazione          | V.S. |
| ------- | ----------------- | ---------------- | ---- |
| Oro     | Olle Anderberg    | Svezia           | 2-0  |
| Argento | Jay Thomas Evans  | Stati Uniti      | 1-1  |
| Bronzo  | Tofigh Jahanbakht | Iran             | 0-2  |
| 4       | Armenak Yaltyryan | Unione Sovietica |      |
| 5       | Risto Talosela    | Finlandia        |      |
| 6       | Heini Nettesheim  | Germania         |      |
| 6       | Takeo Shimotori   | Giappone         |      |
| 8       | Jan Cools         | Belgio           |      |
| 8       | Blondie Pienaar   | Sudafrica        |      |
| 10      | Tevfik Yüce       | Turchia          |      |
| 11      | Dick Garrard      | Australia        |      |
| 11      | József Gál        | Ungheria         |      |
| 13      | Osvaldo Blasi     | Argentina        |      |
| 13      | Paul Besson       | Svizzera         |      |
| 15      | Erik Østrand      | Danimarca        |      |
| 16      | Garibaldo Nizzola | Italia           |      |
| 17      | Mohamed Badr      | Egitto           |      |
| 17      | Ray Myland        | Gran Bretagna    |      |
| 17      | Arístides Pérez   | Guatemala        |      |
| 17      | Jack Vard         | Irlanda          |      |
| 17      | O Tae-Geun        | Corea del Sud    |      |
| 17      | Mario Tovar       | Messico          |      |
| 17      | Bjørn Larsson     | Norvegia         |      |